# アミノ酸ラセマーゼ
アミノ酸ラセマーゼ(Amino-acid racemase)は、以下の化学反応を触媒する酵素である。
L-アミノ酸{\displaystyle \rightleftharpoons }D-アミノ酸
即ち、この酵素の基質はL-アミノ酸、生成物はD-アミノ酸である。
この酵素は、イソメラーゼのファミリーに属し、特にアミノ酸やその誘導体に作用するラセマーゼ、エピメラーゼである。系統名は、アミノ酸ラセマーゼである。また、L-アミノ酸ラセマーゼとも呼ばれる。グリシン、セリン、トレオニンの代謝、システイン代謝、D-グルタミン及びD-グルタミン酸の代謝、D-アルギニン及びD-オルニチンの代謝という4つの代謝経路に関与する。また、補因子としてピリドキサールリン酸を必要とする。

## 構造
2007年末までに、このクラスの5つの酵素の構造が解かれている。蛋白質構造データバンクのコード番号は、2FKP, 2GGG, 2GGH, 2GGI, 2GGJである。